# La prima indagine di Theodore Boone
La prima indagine di Theodore Boone è un libro per ragazzi di John Grisham.

## Trama
Theodore Boone, un tredicenne figlio di avvocati, assiste con la scuola al processo contro Peter Duffy, ricco borghese accusato di aver ucciso la moglie. Theo viene a conoscenza dell'esistenza di un testimone segreto di cui nessuno sa nulla che potrebbe cambiare le sorti del processo.